# Santi Cosma e Damiano (titre cardinalice)
Pour les articles homonymes, voir Santi Cosma e Damiano.
La diaconie cardinalice de Santi Cosma e Damiano (Saints Côme et Damien) est érigée par le pape Adrien Ier au VIIIe siècle et rattachée à la basilique Santi Cosma e Damiano qui se trouve dans le rione Campitello au centre-sud de Rome. 
Le titre a notamment été porté par les futurs papes Alexandre III, Paul III et Innocent XI. 

## Titulaires
| - Arduino (circa 1073- circa 1099) - Gionata (circa 1099- circa 1106) - Pietro Pierleoni (1106-1130), futur antipape Anaclet II - Gionata (1120-1130?) - Guido da Vico (1130-1150) - Matteo (1131-1136), pseudo-cardinal de l'antipape Anaclet II - Pandolfo da Alatri (1136-1138), pseudo-cardinal de l'antipape Anaclet II - Rolando Bandinelli (1150-1151), futur pape Alexandre III - Bernard de Rennes (1151-1153) - Boson Breakspear (1155-1165) - Graziano (1178-1203) - Giovanni (1205 ou 1206-1216) - Gil Torres (ou Egidio Torres ou Egidio Hispano) (1216-1254 ou 1255) - Giordano Pironti (1262-1269) - Benedetto Caetani (1295-1296) - Guilhem Ruffat de Fargues (1305-1306) - Luca Fieschi dei Conti di Lavagna (1306-1336) - Vacant (1336-1402) - Leonardo Cibo (1402-1405) - Jean Gilles (1405-1408) - Pietro Stefaneschi (1409-1410) - Francesco Zabarella (1411-1417), pseudo-cardinal de l'antipape Jean XXIII - Ardicino della Porta (1426-1434) - Pierre de Foix (1476-1485) - Alessandro Farnese (1493-1503); in commendam (1503-1513), futur pape Paul III - Innocent Cybo (1513-1517) - Giovanni Salviati (1517-1543) - Giacomo Savelli (1543-1552) - Niccolò Caetani, in commendam (1552-1554) - Girolamo Simoncelli (1554-1588) - Federico Borromeo (1589) - Guido Pepoli (1590-1592) - Flaminio Piatti (1592-1593) - Agustín Spínola (1623-1631) - Alessandro Cesarini (1632-1637) - Benedetto Odescalchi (1645-1659), futur pape Innocent XI | - Odoardo Vecchiarelli (1660-1667) - Léopold de Médicis (1668-1670) - Nicolò Acciaioli (1670-1689) - Fulvio Astalli (1689-1710) - Vacant (1710-1730) - Bartolomeo Ruspoli (1730-1741) - Mario Bolognetti (1743-1747) - Carlo Vittorio Amedeo delle Lanze (1747) - Vacant (1747-1753) - Luigi Maria Torregiani (1753-1754) - Girolamo Colonna di Sciarra (1756-1760) - Cornelio Caprara (1762-1765) - Benedetto Veterani (1766-1776) - Vacant (1776-1785) - Antonio Maria Doria Pamphilj (1785-1789) - Ludovico Flangini Giovanelli (1789-1794) - Vacant (1794-1816) - Giovanni Caccia-Piatti (1816-1833) - Vacant (1833-1858) - Pietro de Silvestri (1858-1861) - Vacant (1861-1879) - Tommaso Maria Zigliara (1879-1891) - Raffaele Pierotti (1896-1905) - Vacant (1905-1911) - Ottavio Cagiano de Azevedo (1911-1915) - Andreas Frühwirth, titre pro illa vice (1915-1927) - Vacant (1927-1935) - Vincenzo La Puma (1935-1943) - Vacant (1943-1953) - Crisanto Luque Sánchez, titre pro illa vice (1953-1959) - Francesco Morano (1959-1968) - Johannes Willebrands (1969-1975) - Eduardo Francisco Pironio (1976-1987); titre pro illa vice (1987-1995) - Giovanni Cheli (1998-2008); titre pro illa vice (2008-2013) - Beniamino Stella (2014-2020), nommé cardinal-évêque de Porto-Santa Rufina - Mario Grech (2020) |